# موزیک (رسته)

رسته موزیک ارتش جمهوری اسلامی ایران

رسته موزیک از دسته رسته‌های پشتیبانی عمومی نیروی زمینی و نیروی دریایی است ‌که از دو بخش افسری و درجه داری تشکیل میشود. وظیفه افسران دانشکده ای این رستهُ رهبری و فرماندهی دسته‌جات موزیک است و وظیفه درجه داران آن نوازندگی ساز های بادی می‌باشد که افسران آن در دانشگاه هنر تهران و درجه داران آن در مرکز آموزش پشتیبانی نزاجا آموزش می بینند که وظایف آنان آموزش و یادگیری تئوریک موسیقی و کار با ساز های بین المللی است که باید در رسته موزیک بگذرانند و  همچنین می‌توانند انواع ساز های سازهای بادی برنجی، سازهای بادی چوبی، آکومپانیمان، ساز کوبه ای و... را به صورت ارکستر یا تک نوازی بنوازند. مراسم صبحگاه تیپی، لشکری، بزرگداشت روز ارتش، هفته دفاع مقدس و مراسمات تشریفات از جمله روزهایی است که پرسنل رسته موزیک خودنمایی می‌کنند. کارکنان موزیک عموماً در قالب گردان‌های پشتیبانی، قرارگاه یا مستقل سازماندهی می‌شوند.

## تاریخچه
نخستین بار در قرن شانزدهم میلادی یگان جان نثاری عثمانی، این نوع گروه موسیقی را برای رژه های خود بکار برد و این بعدها مورد تقلید در اروپا و کشورهای دیگر جهان قرار گرفت.
1. ↑  Bowles, Edmund A. (2006), "The impact of Turkish military bands on European court festivals in the 17th and 18th centuries", Early Music, Oxford University Press, 34 (4): 533–60, doi:10.1093/em/cal103, S2CID 159617891.